# 新街下坡胡同
39°54′16″N 116°39′20″E / 39.90438°N 116.6556738°E

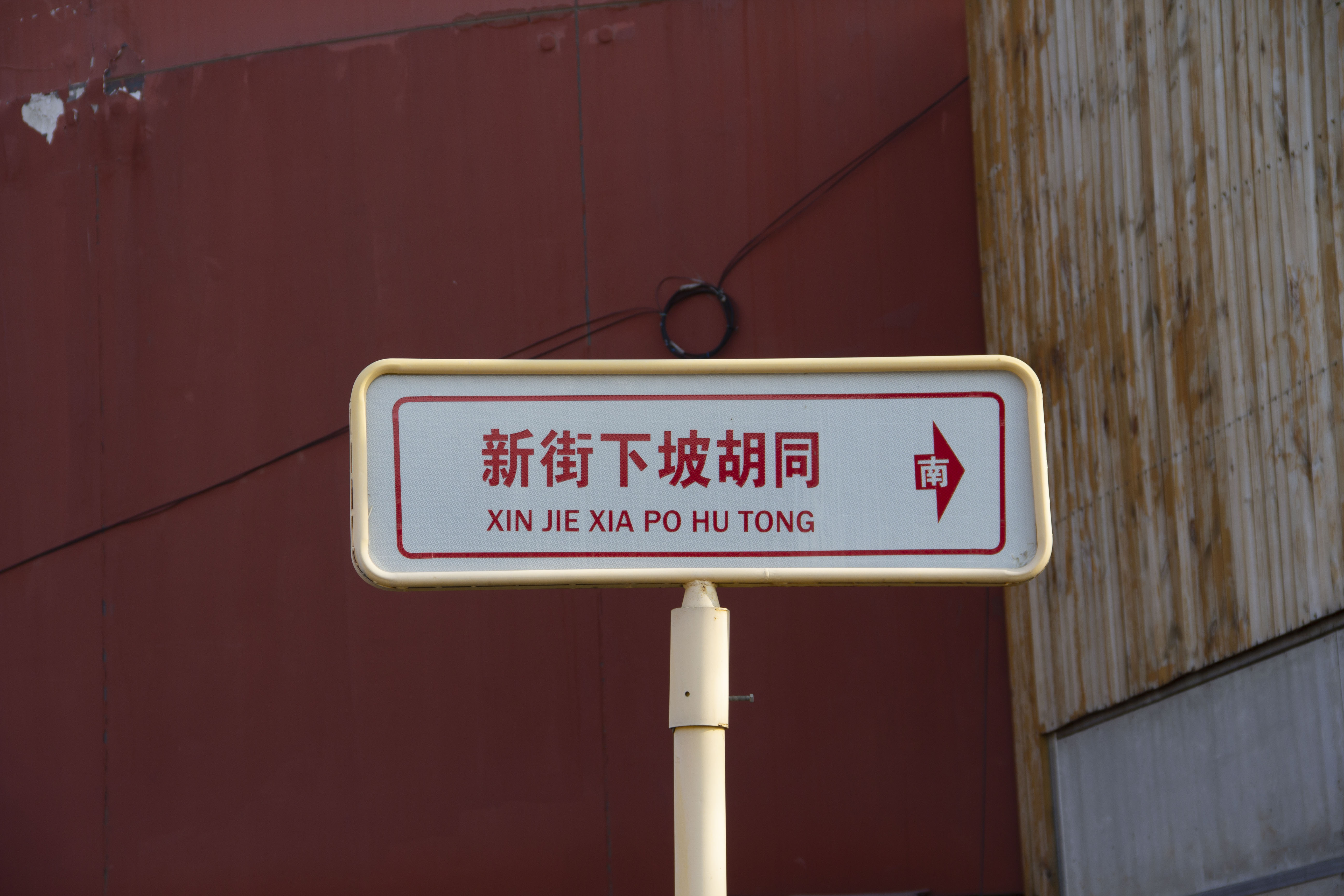
新街下坡胡同 街牌

新街下坡胡同是北京市通州区连接中山大街和四員廳街的一条胡同，与车站路平行。这条路在通州旧城西门外，乾隆三十年（1765年）旧城西墙拆除，与新城合并。形成新街道后，此处曾称新街口，1913年前后，由于街道北高南低更名新街下坡。此胡同和中山大街的夹角是东方小学。1990年代以前，有一家铜材厂，街上堆置着铜材。
2019年，区政府按照《通州区背街小巷环境整治提升和深化文明创建三年（2017—2019年）行动方案》的要求，对新街下坡胡同进行了整治，新铺设了路面，划了正式停车位，改为单向行驶；周边填设了花池、座椅，对墙面进行了仿古装修；在胡同北段，修筑了100多米长文化墙，绘有浮雕《潞河督运图》，有64艘船只和820个人物，展示了京杭大运河的运河文化和中仓的仓储文化。
|  | 通州 新城 北門 南門 新城南門 西門 東門 北極閣 文昌閣 敵樓 舊敵樓 鼓樓 文殊塔 南溪閘 減水閘 通流閘 新城大街 西大街 北大街 东大街 南关大街 南大街 西顺城街 天成巷 帥府街 東關大街 十字街 大、小紅牌樓胡同 新街下坡胡同 新街口 西倉 南倉 中倉 馬家胡同 熊家胡同 四眼井胡同 史家胡同 白將胡同 大条胡同 二条 三条胡同 小燒酒胡同 半截胡同 大燒酒胡同 中倉胡同 倉溝 史家胡同 石板胡同 如意胡同 蔡家胡同 教子胡同 東塔胡同 前剪子巷 后剪子巷 豆腐巷 八里橋 通利橋 哈叭橋 善人橋 臥虎橋 吾党橋 東水關 南水關 東海 西海 葫蘆頭 石壩 土壩 北運河 通州衛 理事廳 倉場署 刑錢府 江蘇局 浙江局 貢院 後營 東營房 西營房胡同 定邊衛 北後街 南街 黃亭 聖教寺 慈航寺 靜安寺 觀昌寺 文廟 武聖廟 大關廟 龍王觀 三官廟 萬壽宫 碧霞宫 射園 北果市 牛市口 魚市 糧食市 江米店 東柵欄口 西柵欄口 玉带河 |
|  | 光緒《通州志》中的“城池圖” |